# Enya
Enya, egentligen Eithne Pádraigín Ní Bhraonáin (iriska) eller Enya Patricia Brennan (engelska), född 17 maj 1961 i Gaoth Dobhair, County Donegal, är en irländsk sångerska.

## Biografi
Enya inledde sin musikaliska karriär när hon 1979–1982 var medlem av familjebandet Clannad. Hon lämnade därefter gruppen för att inleda en solokarriär. Enya kan också ses som en grupp, förutom Eithne bestående av Roma Ryan (textskrivare och poet) och Nicky Ryan (producent).
Asteroiden 6433 Enya är uppkallad efter henne.
Till den första filmen i Sagan om Ringen-trilogin gjorde hon låten "May It Be", för vilken hon nominerades till en Oscar för bästa låt 2002.

## Diskografi

### Studioalbum
- 1987 – Enya
- 1988 – Watermark
- 1991 – Shepherd Moons
- 1992 – The Celts (nytryckning av Enya)
- 1995 – The Memory of Trees
- 2000 – A Day Without Rain
- 2005 – Amarantine
- 2008 – And Winter Came...
- 2015 – Dark Sky Island

### EP-skivor
- 1989 – 6 Tracks
- 1990 – 3 Tracks
- 1994 – The Christmas EP
- 2006 – Sounds of the Season
- 2006 – Christmas Secrets

### Samlingsalbum
- 1997 – The Enya Collection
- 1997 – Paint the Sky with Stars
- 1997 – A Box of Dreams
- 2002 – Only Time: The Collection
- 2009 – The Very Best of Enya

### Singlar
- 1987 – "I Want Tomorrow/The Celts"
- 1988 – "Orinoco Flow/Out of the Blue"
- 1988 – "Evening Falls/Oíche Chiún (Silent Night)"
- 1989 – "Storms in Africa (Part II)/Storms in Africa"
- 1991 – "Exile/On Your Shore"
- 1991 – "Caribbean Blue/Orinoco Flow"
- 1991 – "How Can I Keep from Singing?/Oíche Chiún (Silent Night)"
- 1992 – "Book of Days/As Baile"
- 1992 – "The Celts/Oíche Chiún (Silent Night)"
- 1995 – "Anywhere Is/Boadicea"
- 1996 – "On My Way Home/Boadicea"
- 1997 – "Only If.../Oíche Chiún (Silent Night)"
- 2000 – "Only Time/The First of Autumn"
- 2001 – "Wild Child/Isobela"
- 2001 – "May It Be/Isobela"
- 2005 – "Amarantine/The Comb of the Winds"
- 2006 – "It's in the Rain"
- 2008 – "Trains and Winter Rains"
- 2008 – "White Is in the Winter Night"
- 2009 – "My! My! Time Flies!"
- 2009 – "Dreams Are More Precious"
- 2015 – "Echoes in Rain"